# Campanula bohemica
Campanula bohemica là loài thực vật có hoa trong họ Hoa chuông. Loài này được Hruby mô tả khoa học đầu tiên năm 1928.